# Дуброво (Струго-Красненский район)
Ду́брово — деревня в Струго-Красненском районе Псковской области России. Входит в состав сельского поселения «Марьинская волость».

## География
Находится на северо-востоке региона, в северо-центральной части района, в лесной местности около оз. Танино и оз. Глухое (Головковское).  
Уличная сеть не развита.

## История
Образована в 1948 году переселением дер. Дуброво Логовещенского сельсовета при расширении артполигона.
Ранее на месте деревни располагалась деревня (в 1786, 1848 г. — пустошь) Головково.
В 1943 году деревню Головково сожгли фашисты.
Согласно Закону Псковской области от 28 февраля 2005 года деревня Дуброво вошла в состав образованного муниципального образования «Марьинская волость».

## Население
| 2001 | 2002 | 2010 | 2011 |
| ---- | ---- | ---- | ---- |
| 4    | →4   | ↘1   | →1   |

## Инфраструктура
В 1948-50 годах действовал колхоз «Дуброво», в 1950-58 гг. — бригада Дуброво колхоза имени Мичурина.

## Транспорт
Деревня доступна по просёлочным дорогам.